# Mercury-Atlas 10
A Mercury-Atlas 10 (MA-10) foi um voo espacial tripulado cancelado que seria a sétima e última missão do Projeto Mercury. Ela foi originalmente planejada para ser lançada em 1963, com o astronauta Alan Shepard passando três dias no espaço a bordo da espaçonave que ele nomeou de Freedom 7 II. Entretanto, esta missão foi cancelada depois do sucesso da Mercury-Atlas 9 em maio de 1963 a fim de permitir que a NASA focasse seus esforços no Projeto Gemini.

## Planejamento
O planejamento da Mercury-Atlas 10 (MA-10) começou em meados de 1961, antes mesmo dos Estados Unidos terem realizado um único voo orbital. Originalmente seria uma missão de um dia de duração, lançada pelo foguete Atlas LV-3B 144-D e usando a espaçonave Mercury No.15. A espaçonave foi depois modificada e redesignada 15A, sendo entregue em Cabo Canaveral no dia 16 de novembro de 1962; foi redesignada 15B em janeiro de 1963 e preparada como reserva da Mercury-Atlas 9 (MA-9). Nesse momento a NASA não estava se comprometendo se realmente haveria um voo orbital depois da MA-9.
Começou-se a especular depois da Mercury-Atlas 8 em outubro de 1962 sobre a possibilidade da MA-10 voar como uma "missão dual". Nesta, a MA-10 e uma outra missão nova seriam lançadas em datas próximas e voariam em proximidade de forma coordenada, semelhante às missões Vostok 3 e Vostok 4 feitas pela União Soviética em agosto de 1962.
A missão continuou a ser planejada com uma duração de um dia até pelo menos o final de 1962, com o plano sendo modificado no início do ano seguinte para um voo de aproximadamente três dias. A missão seria voada pelo astronauta Alan Shepard, o reserva da MA-9 e que anteriormente tinha sido o piloto da missão sub-orbital Mercury-Redstone 3 (MR-3) em maio de 1961. Shepard havia nomeado sua espaçonave da MR-3 como Freedom 7, assim resolveu nomear a nave em que voaria a MA-10 de Freedom 7 II, tendo chegado inclusive a pintar o nome na lateral da capsula espacial.
Dentre os experimentos que seriam colocados na MA-10 estava um de comunicação na reentrada, que envolveria jogar água na bainha de plasma ao redor da espaçonave durante a reentrada na atmosfera, na esperança de que isso poderia romper a bainha e assim permitir comunicações de rádio com o solo. Este experimento depois foi realizado na Gemini III.

## Cancelamento

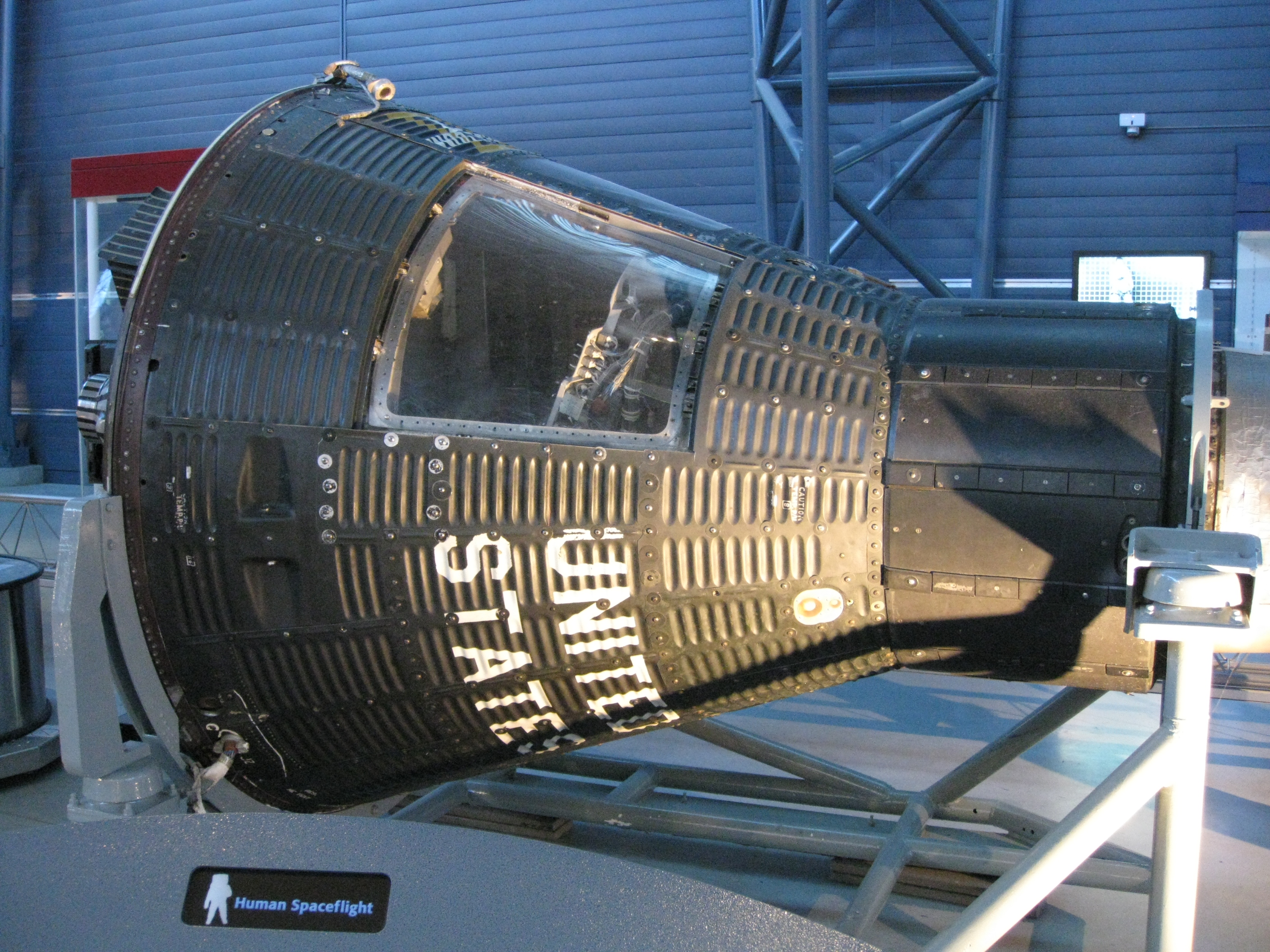
A Freedom 7 II em exibição no Centro Steven F. Udvar-Hazy

A NASA começou em meados de abril de 1962 a se referir a MA-9 como a "culminação" do Projeto Mercury, com a agência declarando publicamente em 11 de maio que seria "absolutamente fora de questão" o voo da MA-10 caso a MA-9 fosse bem sucedida. Robert Seamans, Administrador Adjunto da NASA, foi perguntado em 19 de maio na conferência de imprensa pós-voo da MA-9 sobre a possibilidade de uma quinta missão orbital do Projeto Mercury e a descreveu como "altamente improvável". Três dias depois o presidente John F. Kennedy foi perguntado algo semelhante, porém afirmou que era uma decisão a ser tomada apenas pela NASA.
Reuniões feitas nos dias 6 e 7 de junho debateram a possibilidade da realização da MA-10. O principal argumento a favor era que a missão adquiriria informações e dados úteis para o Projeto Gemini e Programa Apollo sem a necessidade de grande investimento, pois a espaçonave e foguete estavam disponíveis e quase aptos para voar. Pressão a favor da missão também veio de oficiais da NASA e dos próprios astronautas. Os trabalhos na capsula espacial 15B continuaram até 8 de junho, porém quatro dias depois James Webb, o Administrador da NASA, afirmou publicamente diante do Comitê Espacial do Senado que não haveriam outros voos Mercury. Todos os trabalhos cessaram e pessoal e recursos foram transferidos para Gemini e Apollo. A Freedom 7 II foi deixada em um armazém e depois colocada em exibição no Centro de Pesquisa Ames até ser transferida para o Centro Steven F. Udvar-Hazy.